# Balbergets naturreservat
Balberget är ett naturreservat ungefär 4 kilometer väster om Bjurholm i Ångermanland.  Naturreservatet omger toppen, Balklinten, av det 440 meter höga berget. Balberget är en del av bergsmassivet Ångermanbalen, som i sin tur brukar räknas som en utlöpare av Stöttingfjället. Från toppen, som nås via en mycket brant stig, har man en utmärkt utsikt över Öreälvens dalgång och Bjurholm. Bergets karaktäristiska profil ses ofta som en symbol för Bjurholm, till exempel är det avbildat på Bjurholms kommuns webbplats.
Naturreservatet avsattes 1971 och utökades 2006.
I reservatet växer Sveriges nordligaste hassel. Det finns också en spännande blandning av sydliga växter och fjällväxter. Här finns brakved, liljekonvalj och nattviol – och fjällhällebräken, blågröe, fjällnejlika och fjällbräcka. Sydbranten skapar ett gynnsamt klimat för växter som annars inte klarar den norrländska kylan.